# Яхья аль-Хайят
Абу Али Яхья ибн Галиб аль-Хайят (770—835 н. э.) — ученик Машаллаха ибн Асари, был одним из ведущих астрологов своего времени. Известен также под латинизированным именем Albohali.
Написал «Введение в астрологию», сочинения по хорарной астрологии, сочинения о политических формах правления, «О годичных возвращениях в жизни урожденных» (о том, что мы могли бы назвать солнечными возвращениями), о свойствах призмы и сочинение под названием «Золотой жезл».
Согласно Холдену, на арабском сохранились только его сочинение по хорарной астрологии «О вопросах» и «Суждения об урожденных». Последняя была переведена на латынь Платоном Тивольским в 1136 г. и Иоанном Севильским в 1153 г. Холден пользовался переводом последнего.
Первые главы своего труда аль-Хайят посвятил объяснению вычисления продолжительности жизни, изучению периода детства, Хилега, Алькокодена, изучению вопроса о том, сколько лет жизни прибавляют или отнимают планеты. После V Главы в книге «Суждения об урожденных» рассмотрено множество вопросов: о богатстве, его времени и источниках; о счастье и количестве братьев; о том, что сигнифицирует 4 дом, о родителях и продолжительности их жизни; о детях; о слугах; о болезнях и их причинах; о браке и о Жребии Брака; о путешествиях, о профессии, друзьях и врагах. Рассмотрены положения планет в знаках и домах; отдельная глава посвящена управителю (Хозяину) Часа, также как и положению Жребии Фортуны в домах и т. д.